# Il secolo magnifico: Kösem
Il secolo magnifico: Kösem (turco: Muhteşem Yüzyıl: Kösem, inglese: The Magnificent Century: Kösem) è una serie TV turca del 2015 di genere storico-drammatico, sequel de Il secolo magnifico (2011-2014).

Ambientata durante il Sultanato delle donne, la serie racconta, in maniera romanzata, dell'ascesa e della caduta di Mahpeyker Kösem Sultan, da concubina, ad Haseki favorita del sultano ottomano Ahmed I, fino a divenire la donna più potente nella storia dell'Impero come Valide e reggente di due figli, i sultani Murad IV e Ibrahim I, e di un nipote, il sultano Mehmed IV.  
La serie, girata parzialmente a Chios, in Grecia, è stata presentata in anteprima al Festival di Cannes del 2015, prima di essere trasmessa in Turchia e in una serie di paesi esteri.
L'episodio finale, andato in onda il 27 giugno 2017, ha segnato la fine della saga de Il secolo magnifico, iniziata nel 2011.

## Trama

### Prima stagione
La serie, divisa in due stagioni, narra dell'epopea di Mahpeyker Kösem Sultan, ricordata come la donna più potente della storia ottomana.
La prima stagione si concentra sulla scalata al potere di Kösem, nata Anastasia, per divenire la Haseki del sultano Ahmed I, fino alla sua ascesa al potere assoluto. Nel 1603, rapita a Chios come dono per il neo intronizzato Ahmed, Kösem, inizialmente decisa a fuggire, decide di restare a Istanbul dopo essersi innamorata del giovane sultano. Dopo una serie di vicissitudini, che la vedranno contrapposta a una lunga serie di nemici, fra cui Safiye Sultan, potentissima nonna di Ahmed, Handan Sultan, madre e Valide Sultan di Ahmed, Halime Sultan, madre del fratellastro di Ahmed, Mustafa, e Mahfiruze, madre del primogenito di Ahmed, Osman. Alla fine, Kösem diventa l'indiscussa favorita del sultano, a cui dà quattro figli e quattro figlie, e la padrona dell'harem, acquisendo abbastanza potere per lavorare sul suo progetto di abolire la Legge del Fraticidio. Purtroppo, Ahmed muore nel 1617 a 27 anni, la notte del loro matrimonio: dopo i brevi regni di Mustafa I e Osman II, nel 1623 Kösem riesce infine a fare proclamare sultano suo figlio di dieci anni, Murad IV, di cui lei diventa l'onnipotente reggente, prima persona in assoluto a ricoprire tale carica nella storia ottomana.

### Seconda stagione
La seconda stagione affronta le lotte di Kösem per mantenere il potere durante i regni dei figli Murad IV e Ibrahim I, e del nipote Mehmed IV, la sua corruzione e la sua caduta. Dopo oltre dieci anni di reggenza assoluta da parte di Kösem, Murad intraprende una lotta personale contro sua madre per estrometterla dal potere e diventare finalmente sultano a tutti gli effetti. Tuttavia, muore come suo padre a 27 anni, a causa di una malattia. Non avendo lasciato figli, il trono passa a suo fratello minore, Ibrahim I, la cui instabilità mentale permette a Kösem di governare nuovamente l'Impero, seppur questa volta in modo non ufficiale. Nel 1648, dopo otto anni di regno, istigato dalle consorti Şivekar Hatun e Hümaşah Sultan, Ibrahim cerca a sua volta di estromettere la madre, che per tutta risposta gli rivolta contro l'esercito, a cui dà il suo consenso per deporlo e giustiziarlo. Sul trono viene messo Mehmed IV, di sei anni, figlio di Ibrahim e della consorte Turhan Sultan, e Kösem si proclama ancora una volta reggente. Dopo quattro anni Turhan, da sempre molto ambiziosa, trama per avere la reggenza per sé, così Kösem progetta di avvelenare Mehmed per sostituirlo con il fratellastro minore Süleyman, la cui madre, Dilaşub Sultan, ha invece un carattere docile e remissivo e non rappresenterà una minaccia per lei. Tuttavia, Turhan supera in astuzia la stessa Kösem: prima che possa attuare il suo piano, la fa strangolare dagli eunuchi a lei fedeli. Mentre Kösem muore, si rende conto di quanto, negli anni, il potere l'abbia corrotta fino a renderla irriconoscibile, quando un tempo aveva giurato di essere diversa dalle precedenti Sultane e e di mettere fine agli spargimenti di sangue nella dinastia, e pensa con amarezza che ciò che Ahmed aveva amato in lei era proprio l'innocenza che ha perso. L'ultima immagine della serie è Turhan Sultan che osserva la rivale morire e si prepara per sua proclamazione come nuova reggente. Al dito, indossa un anello di smeraldi preso dal corpo di Kösem e che, attraverso tutte e due le serie, rappresenta il Sultanato delle donne: Kösem lo aveva ricevuto da Safiye quando riconobbe la sconfitta, ma prima di Safiye era appartenuto a Nurbanu Sultan e, in origine, alla leggendaria Hürrem Sultan, la concubina divenuta la potentissima moglie del Sultano Solimano il Magnifico.

## Episodi
| Stagione | Stagione | Fascia oraria | Inizio stagione  | Fine stagione  | N° episodi | Canale TV |
| -------- | -------- | ------------- | ---------------- | -------------- | ---------- | --------- |
|          | 1        | 20:00         | 12 novembre 2015 | 9 giugno 2016  | 30         | Star TV   |
|          | 2        | 20:00 23:00   | 18 novembre 2016 | 27 giugno 2017 | 30         | FOX       |

## Personaggi e interpreti

### Famiglia imperiale ottomana
- Mahpeyker Kösem Sultan, interpretata da Anastasia Tsilimpiou (S1), Beren Saat (S1) e Nurgul Yeşilçay (S2). Nata Anastasia detta "Nasia", figlia di un mercante di Chios, dopo essere stata rapita e donata dal sultano Ahmed I inizia l'ascesa al potere che la porterà ad essere per oltre vent'anni la donna più potente dell'Impero ottomano. Haseki di Ahmed I, madre di otto dei suoi dieci figli, fra cui i sultani Murad IV e Ibrahim I, nonché madre adottiva di Osman II e nonna di Mehmed IV. Inizialmente pietosa e idealista, giura di essere una Sultana diversa da quelle precedenti e di mettere fine alle uccisioni all'interno della dinastia, ma la politica, il bisogno e il potere erodono a poco a poco questo proposito, fino al punto in cui, dopo aver ucciso suo figlio, tenterà di avvelenare suo nipote di dieci anni. A oggi, è ricordata come la donna più potente della storia ottomana.
- Ahmed I, interpretato da Ekin Koç. 14º Sultano dell'Impero ottomano, figlio di Mehmed III e Handan Sultan. Salito al trono ad appena 13 anni, muore prematuramente a 27. Risparmiando la vita al fratellastro Mustafa, dieci anni più giovane, aprì la strada all'abolizione della Legge del Fraticidio.
- Safiye Sultan, interpretata da Hülya Avşar. Haseki di Murad III, madre di Mehmed III, Iskender, Hümaşah Sultan e Fahriye Sultan, e nonna di Ahmed I e Mustafa. Ambiziosa, manipolatrice e senza scrupoli, fu la vera governante dell'Impero durante il regno del figlio. Decisa a tutto pur di conservare il potere, fino al tradimento e all'omicidio dei suo stessi nipoti, viene però sconfitta da Kösem e confinata nel Palazzo delle Lacrime.
- Handan Sultan, interpretata da Tulin Ozen. Consorte di Mehmed III, madre e Valide Sultan di Ahmed I. Ambiziosa ma senza grandi qualità politiche, tenta con poco successo di imporsi su Safiye e Kösem e muore suicida appena due anni dopo la salita al trono di suo figlio. La sua morte permette a Kösem di ascendere a capo dell'harem.
- Halime Sultan, interpretata da Aslıhan Gürbüz. Consorte di Mehmed III, madre di Şehzade Mahmud (ucciso prima dell'inizio della serie da suo padre e sua nonna Safiye), Dilruba Sultan e Mustafa I. Spietata e disposta a tutto per vedere suo figlio sul trono, dopo aver tradito numerose volte viene infine avvelenata da Kösem.
- Iskender, interpretato da Berk Cankat. Figlio di Safiye e Murad III, il suo vero nome è Şehzade Yahya. Fu nascosto fuori dall'impero dalla madre che temeva per la sua vita a causa della Legge del Fraticidio. Innamorato di Kösem, viene da lei ucciso quando tenta di usurpare il trono per sé a discapito dei suoi figli.
- Hümaşah Sultan, interpretata da Vildan Atasever. Figlia di Safiye e Murad III, moglie di Zulfikar Pasha.
- Fahriye Sultan, interpretata da Gulcan Arslan. Figlia di Safiye e Murad III, tre volte vedova e moglie di Dervish Pasha. Tradisce la sua famiglia infettando Ahmed e Mustafa col vaiolo, così che alla loro morte il trono passi al suo vero amore, Mehmed Giray, principe della dinastia Giray dei Khan di Crimea. Scoperta, viene tradita dallo stesso Mehmed e avvelenata per ordine di Kösem.
- Dilruba Sultan, interpretata da Melisa Ilayda Ozcanik e Öykü Karayel. Figlia di Mehmed III e Halime Sultan, moglie di Kara Davud Pasha. Come la madre, è spietata e devota a suo fratello Mustafa. Muore pugnalata per ordine di Kösem. Sebbene basata su un personaggio reale, il nome è fittizio: la principessa storica corrispondente si chiamava infatti Şah Sultan.
- Mustafa I, interpretato da Cüneyt Uzunlar, Boran Kuzum e Alihan Turkdemir. 15º Sultano dell'Impero ottomano, figlio di Mehmed III e Halime Sultan. Quando Ahmed sale al trono, ha appena tre anni e il fratellastro decide di non mettere in atto la Legge del Fraticidio e di risparmiargli invece la vita. Tuttavia, dopo che il bambino viene usato più volte in complotti contro di lui, decide di isolarlo nel Kafes, provocandogli gravi disturbi psichici. A causa dei giochi di potere di Kösem e di sua madre sarà due volte sultano, ma entrambe le volte verrà deposto nel giro di pochi mesi a causa delle sue condizioni mentali. A differenza della madre e della sorella, verrà risparmiato da Kösem, che però lo farà nuovamente rinchiudere, provocando il suo definitivo declino.
- Osman II, interpretato da Taner Ölmez. 16º Sultano dell'Impero ottomano, figlio primogenito di Ahmed I, nato dalla concubina Mahfiruze e adottato da Kösem dopo aver perso la madre da neonato. Nominato sultano per volere di Kösem, viene deposto e giustiziato da una ribellione militare in cui è implicata sia Kösem, che voleva vendicarsi perché Osman, una volta sul trono, le si era rivoltato contro, esiliandola e giustiziando suo figlio Mehmed, che Halime, desiderosa di riportare sul figlio sul trono.
- Şehzade Mehmed, interpretato da Burak Dakak. Primo figlio di Ahmed e Kösem, viene giustiziato dal fratellastro Osman sulla base di false prove di tradimento.
- Raşah Mahfiruze Sultan, interpretata da Dilara Aksüyek. Concubina di Ahmed e madre di Osman II. Muore durante un tentativo di colpo di stato quando Osman ha circa un anno.
- Meleksima Sultan, interpretata da Beste Kokdemir. Favorita di Osman II e madre di Şehzade Ömer. Suo figlio viene ucciso a pochi mesi per ordine di Dilruba.
- Akile Hanim, interpretata da Bahar Selva. Nobildonna turca, moglie legale di Osman II e madre dei gemelli Şehzade Mustafa e Zeynep Sultan. Dopo la morte di Osman, suo figlio neonato viene ucciso per ordine di Halime e Dilruba, mentre sua figlia muore di malattia.
- Ayşe Sultan, interpretata da Sude Zulal Guler. Secondogenita e prima figlia di Ahmed e Kösem.
- Fatma Sultan, interpretata da Balim Gayebayrak. Terzogenita e seconda figlia di Ahmed e Kösem.
- Gevherhan Sultan, interpretata da Çağla Naz Kargi e Asli Tandoğan. Quartogenita e terza figlia di Ahmed e Kösem, madre di Sultanzade Selim.
- Murad IV, interpretato da Çağan Efe Ak, Metin Akdülger e Boran Bagci. 17º Sultano dell'Impero ottomano, secondo figlio maschio di Ahmed e Kösem. Diviene sultano a dieci anni e per questo viene a lungo posto sotto la reggenza di sua madre. Di carattere autoritario, è desideroso di affermare la propria piena sovranità. Muore però ad appena 27 anni senza lasciare eredi se non una figlia, Kaya Sultan, e il fratello Ibrahim, mentalmente instabile.
- Farya Bethlen, interpretata da Farah Zeynep Abdullah. Principessa ungherese, moglie legale di Murad e madre dei gemelli Şehzade Selim e Şehzade Süleyman. Inizialmente desidera l'aiuto ottomano per riconquistare il suo regno, ma resta a Istanbul quando lei e il sultano si innamorano. Dopo la morte in fasce dei suoi due figli, Kösem, che l'aveva sempre avversata, la uccide e ne simula il suicidio. Benché sia basata sulla supposta seconda Haseki di Murad, è un personaggio fittizio.
- Ayşe Sultan, interpretata da Leyla Feray. Favorita e prima Haseki di Murad, madre di Şehzade Ahmed, Hanzade Sultan e Ismihan Kaya Sultan. Dopo aver perso il favore di Murad, si suicida avvelenandosi insieme ai due figli maggiori.
- Gülbahar Sultan, interpretata da Ayça Kuru e Sibel Taşçıoğlu. Concubina di Ahmed I e madre di Şehzade Bayezid. Intrigante e desiderosa di mettere suo figlio sul trono così da sostituire Kösem, viene da lei uccisa.
- Şehzade Bayezid, interpretato da Berk Pamir e Yiğit Uçan. Figlio di Ahmed I e Gülbahar. Coinvolto suo malgrado negli intrighi della madre, viene giustiziato per tradimento da Murad.
- Şehzade Kasim, interpretato da Eymen Kaan e Doğaç Yıldız. Terzo maschio di Ahmed e Kösem. È un principe molto popolare, tanto da suscitare la paranoia di Murad, che lo fa infine giustiziare.
- Atike Sultan, interpretata da Ece Çeşmioğlu. Ultimogenita di Ahmed e Kösem, gemella di Ibrahim I.
- Ibrahim I, interpretato da Rîdvan Aybars Düzey e Tugai Mercan. 18º Sultano dell'Impero ottomano, ultimogenito di Ahmed e Kösem e gemello di Atike. Affetto da instabilità mentale, viene deposto e giustiziato con la complicità della sua stessa madre.
- Turhan Sultan, interpretata da Hande Doğandemir. Prima Haseki di Ibrahim e madre di Mehmed IV e Beyhan Sultan.
- Dilaşub Sultan, interpretata da Ece Güzel. Seconda Haseki di Ibrahim e madre di Şehzade Süleyman.
- Muazzez Sultan, interpretata da Firuze Gamze Aksu. Terza Haseki di Ibrahim e madre di Şehzade Ahmed.
- Şivekar Hatun, interpretata da Gümeç Alpay Aslan. Concubina di Ibrahim, è ritenuta la donna più grassa di Istanbul. È responsabile della morte di 200 concubine, torturate e uccise per ordine di Ibrahim dopo che lei ha diffuso voci false sul fatto che avessero relazioni illecite con altri uomini, e viene per questo avvelenata da Kösem.
- Hümaşah Sultan, interpretata da Müge Boz. Moglie legale di Ibrahim e madre di Şehzade Orhan.

### Statisti e funzionari di Palazzo
- Zulfikar Pasha, interpretato da Mete Horozoğlu. Comandante dei giannizzeri, visir e marito di Hümaşah Sultan.
- Dervish Mehmed Pasha, interpretato da Mehmet Kurtulus. Fedele di Handan Sultan, di cui è segretamente innamorato, e protettore di Ahmed. Viene costretto a sposare Fahriye Sultan.
- Kara Davud Pasha, interpretato da Mustafa Üstündağ. Marito di Dilruba Sultan e Gran Visir di Mustafa I. Viene ucciso da Kösem Sultan.
- Lala Ömer Efendi, interpretato da Sahin Sekman. Precettore di Osman II.
- Kuyuku Murad Pasha, interpretato da Cihan Ünal. Gran Visir dopo Kara Davud.
- Nasuh Pasha, interpretato da Tolga Tuncer. Uno dei Gran Visir di Kösem, che gli dà in moglie la figlia Ayşe.
- Halil Pasha, interpretato da Şener Savaş. Uno dei Gran Visir di Kösem.
- Sinan Pasha, interpretato da Engin Benli. Visir e capo dei gesuiti di Istanbul durante il regno di Murad IV.
- Kemankes Mustafa Pasha, interpretato da Ismail Demirci. Comandante dei giannizzeri, ammiraglio e Gran Visir. Fedelissimo di Kösem, di cui è innamorato.
- Silahdar Mustafa Pasha, interpretato da Caner Cindoruk. Guardia del corpo di Murad IV, innamorato di Gevherhan Sultan ma costretto a sposare invece Atike.
- Ahizade Huseyin Efendi, interpretato da Metin Belgin. Capo religioso della città.
- Deli Huseyn Pasha, interpretato da Çağrı Şensoy. Ammiraglio e terzo visir.
- Emirgüne Yusuf Pasha, interpretato da Eser Karibil. Principe safavide in esilio e confidente di Murad IV.
- Mehmet Köprülü Pasha, interpretato da Emre Baser. Visir di Ibrahim e Mehmed IV, fedele a Turhan Sultan.
- Cinci Huseyin Efendi, interpretato da Ali Duşenkalkar. Medico personale di Ibrahim e suo confidente.
- Zekeriyazade Yahya Efendi, interpretato da Şemsi İnkaya. Due volte capo religioso della città.
- Abaza Mehmed Pasha, interpretato da Ismail Filiz. Governatore della Bosnia e secondo visir.
- Ladikli Bayram Pasha, interpretato da Asil Büyüközçelik. Uno dei Gran Visir di Kösem.
- Tabanıyassı Mehmed Pasha, interpretato da Cengiz Okuyucu. Uno dei Gran Visir di Kösem.

### Concubine e servi dell'harem
- Haci Mustafa Agha, interpretato da Hakan Sahin. Capo eunuco dell'harem sotto Handan e Kösem.
- Cennet Hatun, interpretata da Esra Dermancioğlu. Serva anziana dell'harem e tesoriera.
- Bülbül Agha, interpretato da Nadir Sarıbacak. Eunuco personale di Safiye.
- Eycan Hatun, interpretata da Ebru Ünlü. Serva di Kösem.
- Menekşe Hatun, interpretata da Eylem Yildiz. Serva di Halime.
- Gonge Hatun, interpretata da Sasha Perera. Serva muta, protettrice di Kösem.
- Reyhan Agha, interpretato da Emre Erçil. Eunuco personale di Şahin Giray.
- Dudu Hatun, interpretata da Nurinisa Yıldırım. Serva di Handan.
- Yasemin Hatun, interpretata da Gizem Emre. Concubina inviata da Safiye per sedurre Ahmed. Viene uccisa da Kösem prima di scoprire che è in realtà sua sorella, anche lei rapita poco dopo la stessa Kösem.
- Süleyman Agha, interpretato da İhsan Önal. Eunuco personale di Safiye.
- Madame Margherita, interpretata da Burcu Gul Kazbek. Dama di Farya e, dopo la sua morte, di Atike. Si converte all'Islam prendendo come nuovo nome quello di Melek Hatun.
- Sanavber Hatun, interpretata da Sezgi Sena Akay. Concubina di Murad e spia safavide.
- Lalezar Hatun, interpretata da Idil Yener. Serva di Kösem.
- Meleki Hatun, interpretata da Ahsen Eroğlu e Șeyma Burcu Gül. Serva di Kösem.
- Zafire Hatun, interpretata da Gizem Kala. Concubina di Ibrahim quando era principe, espulsa dall'harem dopo essere rimasta illegalmente incinta di suo figlio Osman.
- Süleyman Agha, interpretato da Firat Topkorur. Eunuco personale di Turhan, sarà lui a strangolare a morte Kösem per suo ordine.

### Altri personaggi
- Şahin Giray, interpretato da Erkan Kolçak Köstendil. Principe dei Giray di Crimea, fratello di Mehmed, ha delle mire sul trono ottomano.
- Mehmed Giray, interpretato da Kadir Doğulu. Principe ereditario di Crimea, fratello di Şahin. Inizialmente innamorato di Fahriye, in seguito la tradisce consegnandola a Kösem in cambio del perdono per i suoi atti contro Ahmed.
- Pinhan Agha, interpretato da Ahmet Varli. Manifestazione illusoria del disturbo mentale di Mustafa I.
- Aziz Mahmud Hudayi, interpretato da Muhammed Uzuner. Sufi.
- Cebecibaşı Mansur Agha, interpretato da Ozan Ağaç. Uno dei giannizzeri che guida la deposizione e l'uccisione di Osman II.
- Kilindir Uğrusu, interpretato da Cenk Suyabatmaz. Uno dei giannizzeri che guida la deposizione e l'uccisione di Osman II.
- Esther Handali, interpretata da Alma Terzic. Kira di Safiye e Kösem.
- Evliya Çelebi, interpretato da Necip Memili. Storico, cronista e viaggiatore.
- Hezârfen Ahmed Çelebi, interpretato da Usan Çakır. Scienziato e inventore.
- Nef'i, interpretato da Serkan Keskin. Poeta e satirista.
- Padre Cornelius, interpretato da Murat Atik. Sacerdote cattolico, capo dei gesuiti di Istanbul e agente del Papa.

## Trasmissioni internazionali
| Paese                          | Titolo                                                               | Rete TV                           |
| ------------------------------ | -------------------------------------------------------------------- | --------------------------------- |
| Afghanistan (bandiera)         | Magnificent Century: Kosem                                           | 1TV                               |
| Albania (bandiera)             | Sulltanesha Kosem                                                    | TV Klan                           |
| Algeria (bandiera)             | السّلطانة قسم as-Sulṭānah Qusum                                       | OSN Echorouk TV                   |
| Argentina (bandiera)           | Kosem, La Sultana                                                    | Telefe                            |
| Bangladesh (bandiera)          | সুলতান সুলেমানঃ কোসেম Sultan Suleiman: Kosem                                 | Deepto TV                         |
| Bulgaria (bandiera)            | Великолепният век: Кьосем                                            | bTV                               |
| Cile (bandiera)                | Kosem, La Sultana                                                    | Canal 13                          |
| Egitto (bandiera)              | السّلطانة قسم as-Sulṭānah Qusum                                       | CBC, Mix One                      |
| Estonia (bandiera)             | Sajandi valitsejanna                                                 | Kanal 2 Kanal 11                  |
| Georgia (bandiera)             | დიდებული საუკუნე: ქოსემის რისხვა Didebuli saukune: Kosemis riskhva   | Rustavi 2                         |
| Grecia (bandiera)              | Κιοσέμ: Η Σουλτάνα                                                   | Victory DVD Company               |
| Ungheria (bandiera)            | A szultána                                                           | TV2, Izaura TV                    |
| India (bandiera)               | Kosem Sultan                                                         | Zee Aflam                         |
| Indonesia (bandiera)           | Abad Kejayaan 2: Kosem                                               | SCTV                              |
| Iran (bandiera)                | ماه‌پیکر Maah Peikar                                                  | OSN GEM TV                        |
| Kazakistan (bandiera)          | Ғаламат ғасыр. Көсем дәуірі                                          | 7 Channel                         |
| Kosovo (bandiera)              | Shekulli Madhёshtor: Kosem                                           | RTV21                             |
| Lettonia (bandiera)            | Lieliskais gadsimts. Kosema                                          | LNT                               |
| Libano (bandiera)              | Sultana Kosem                                                        | Al Jadeed                         |
| Lituania (bandiera)            | Didingasis amžius. Jos Didenybė Kiosem                               | LNK                               |
| Messico (bandiera)             | La Sultana Kosem                                                     | Imagen Television                 |
| Moldavia (bandiera)            | Kosem                                                                | Canal 2                           |
| Mongolia (bandiera)            | Косем                                                                | Edutainment TV                    |
| Pakistan (bandiera)            | کوسم سلطان Kösem Sultan                                              | Urdu 1                            |
| Panama (bandiera)              | Kosem                                                                | TVN Panama                        |
| Polonia (bandiera)             | Wspaniałe stulecie: Sułtanka Kösem                                   | TVP1                              |
| Porto Rico (bandiera)          | La Sultana                                                           | Telemundo                         |
| Romania (bandiera)             | Kosem                                                                | Kanal D Romania                   |
| Russia (bandiera)              | Великолепный век. Империя Кёсем Magnificent Century. Empire of Kosem | Domashniy                         |
| Tunisia (bandiera)             | Sultana Kosem                                                        | Nessma TV                         |
| Turchia (bandiera)             | Muhteşem Yüzyıl: Kösem                                               | Star TV (season 1) FOX (season 2) |
| Ucraina (bandiera)             | Величне століття. Нова володарка                                     | 1+1                               |
| Emirati Arabi Uniti (bandiera) | حريم السلطان - السلطانة قُسم Hareem-el Sultan: El Sultana Qosum       | OSN Dubai One                     |
| Stati Uniti (bandiera)         | La Sultana                                                           | Telemundo                         |
| Uruguay (bandiera)             | Kosem La Sultana                                                     | Monte Carlo TV                    |
| Uzbekistan (bandiera)          | Ko'sem                                                               | Milliy TV                         |